# Висенте Ломбардо Толедано
Висенте Толедано Ломбардо (шп. Vicente Lombardo Toledano; Тесиутлан, 16. јул 1894 — Мексико, 16. новембар 1968) је био мексички политичар и синдикални вођа. По струци правник и професор универзитета. Био је посланик Конгреса (1926—1928) и истакнути лидер синдиката Мексика, Латинске Америке и Светске синдикалне федерације.